# Парк развлечений Уильямс Гроув
Парк развлечений Уильямс Гроув — заброшенный парк развлечений недалеко от Механиксберга (Пенсильвания). Действовал с 1850 по 2005 год.

## История
Семья Уильямс начала устраивать пикники в 1850 году в небольшой роще, расположенной в деревне Уильямс-Гроув недалеко от Механиксберга, штат Пенсильвания. За несколько лет роща превратилась в парк. Два десятилетия спустя парк стал торгово-выставочным комплексом Механиксберг. После Первой мировой войны собственность парка несколько раз переходила из рук в руки. Первые аттракционы появились в парке в 1928 году. Прилегающая автомобильная гоночная трасса «Williams Grove Speedway» открылась в 1938 году.
Предприниматель по имени Морган Хьюз приобрёл парк в 1972 году за 1,2 миллиона долларов. Несколько аттракционов были перенесены в Уильямс Гроув из несуществующего парка развлечений «New Jersey Palisades», который закрылся в 1972 году. Летом того же года парк Уильямс Гроув был почти разрушен из-за урагана «Агнес» и последующего наводнения из близлежащего ручья Йеллоу-Бричес-Крик. Парк был перестроен и эксплуатировался до конца сезона 2005 года, когда семья Хьюз решила сосредоточить все свои силы на гоночной трассе «Williams Grove Speedway». Когда парк закрылся, Хьюзу было больше 80 лет, попытался продать недвижимость в 2006 году потенциальному владельцу, который сохранит парк в целости и сохранности, но не смог найти покупателя. Несколько аттракционов были проданы с аукциона в том же году. Морган Хьюз умер во сне в своём доме в Пенсильвании 12 апреля 2008 года в возрасте 88 лет.

## Запуск

### «Cyclone»
«Cyclone» — это деревянные американские горки, которые были главной достопримечательностью парка. «Cyclone» поднимается на высоту 65 футов и движется с максимальной скоростью 45 миль в час. К сожалению, «Cyclone» закрылся после сезона 2005 года. По состоянию на 2020 год аттракцион не эксплуатировался и продолжил стоять заброшенным и в аварийном состоянии вместе с поездом, припаркованным на станции погрузки.
В 2001 году в парке были построены американские горки «The Wildcat», которые ранее работали в парке развлечений «Steel Pier» в Атлантик-Сити, штат Нью-Джерси. После закрытия парка аттракцион «The Wildcat», был перемещён в Парк приключений США в Нью-Маркет, штат Мэриленд.

### Весёлые домики
В парке был тёмный аттракцион под названием «Ад Данте», который все ещё стоит, и раньше в нём был проходной домик под названием «Аллотрия».

### Водные горки
В начале 1980-х в парке возвели одну из первых водных горок в этом районе. Платформа горок все ещё стоит заброшенной там, где были две береговые линии.